# Offerdal
Offerdal est une paroisse suédoise située dans la commune de Krokom, dans le Comté de Jämtland. Offerdal se trouve dans les Alpes scandinaves, à environ 50 km d'Östersund.
La paroisse est mentionnée dès le Moyen Âge. Les premières mentions écrites du nom de Offerdal remontent à 1314 (« Aflodal »).

## Géographie
- Almåsaberget, montagne située sur le territoire

## Localités
- Änge
- Bångåsen
- Ede
- Frankrike (lit. «France »)
- Gärde
- Jänsmässholmen
- Kaxås
- Landön
- Olden
- Rönnöfors
- Tulleråsen

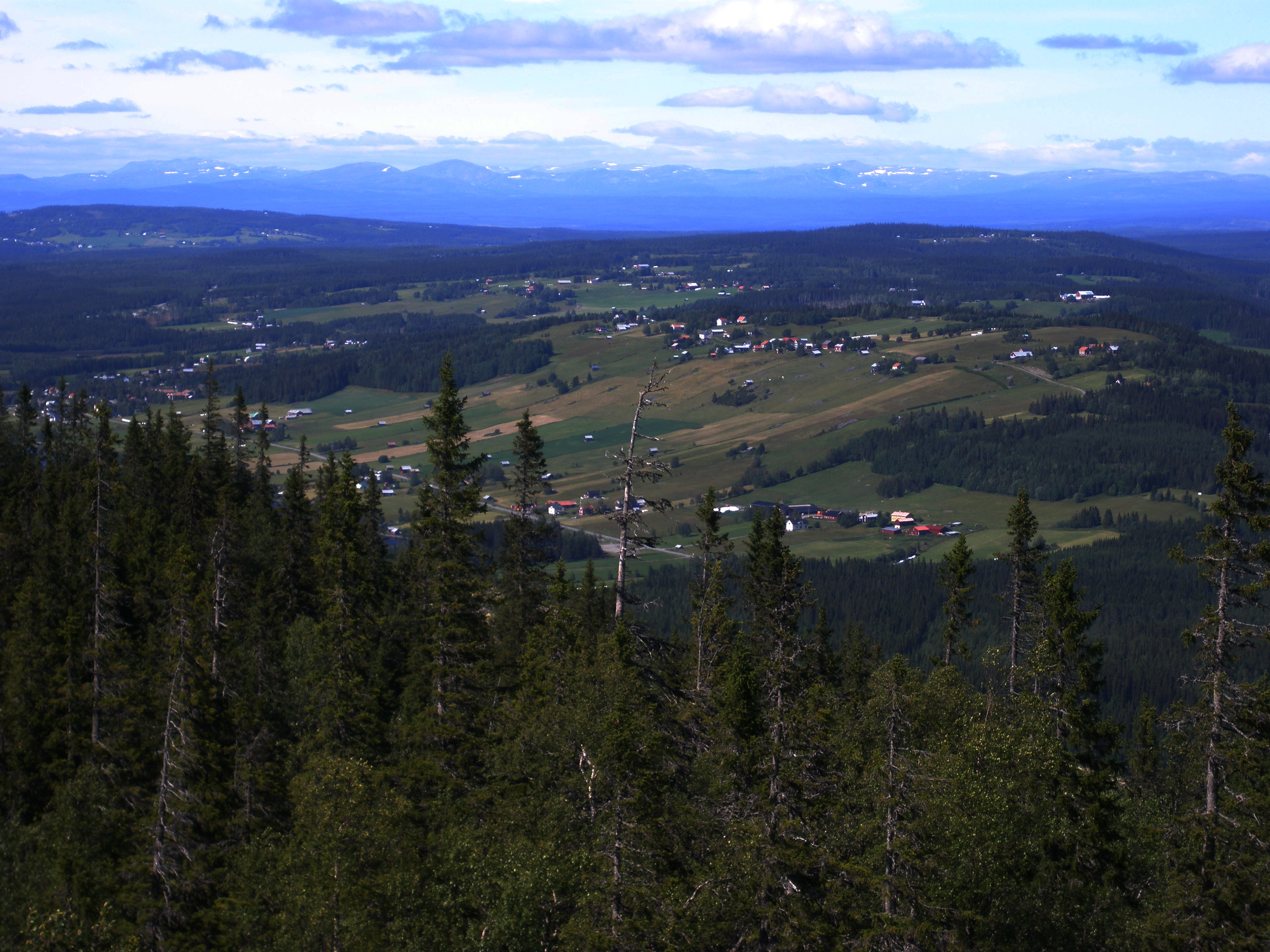
Kaxås est une localité dans les montagnes d'Offerdal
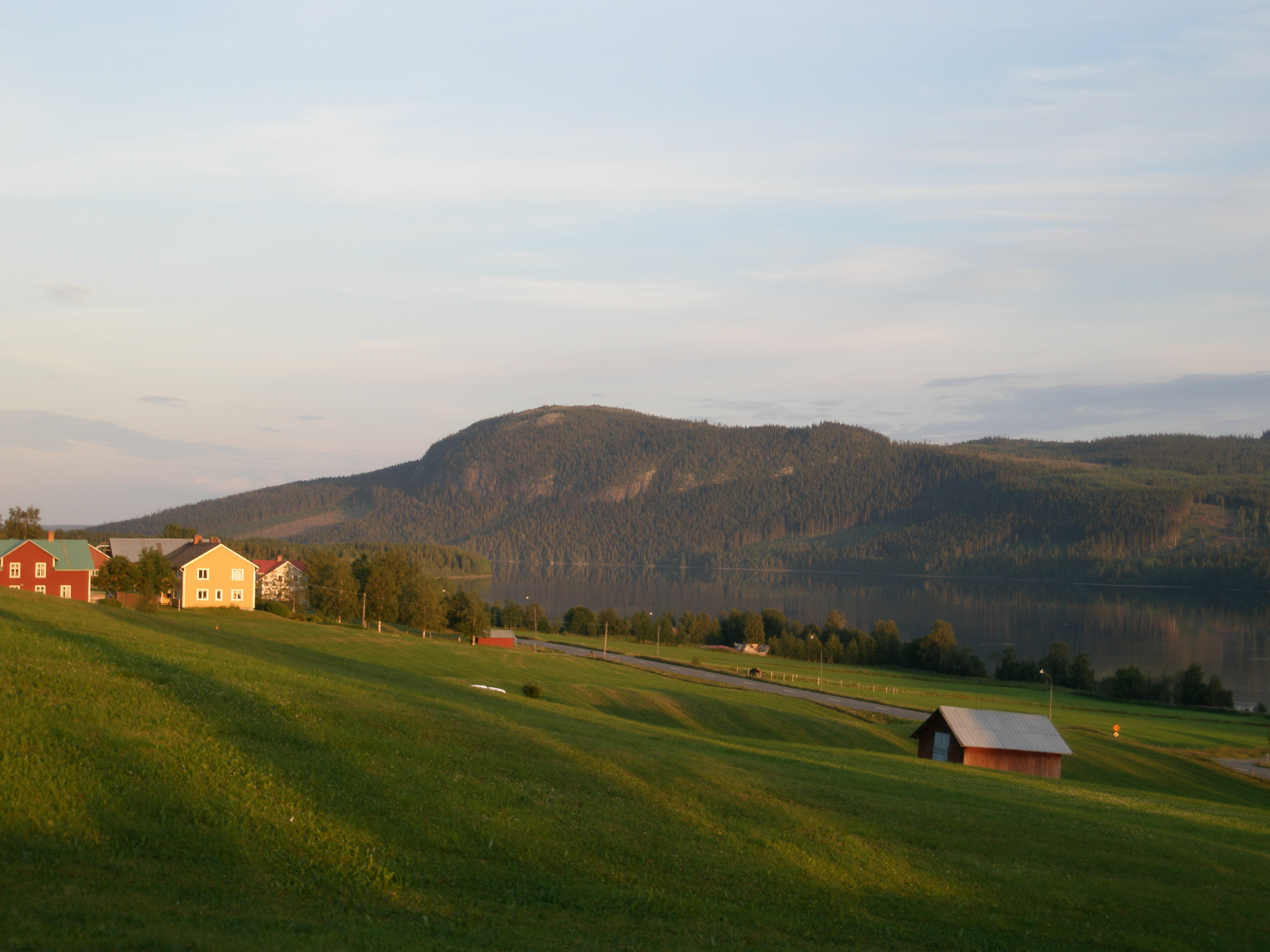
La montagne d'Hällberget
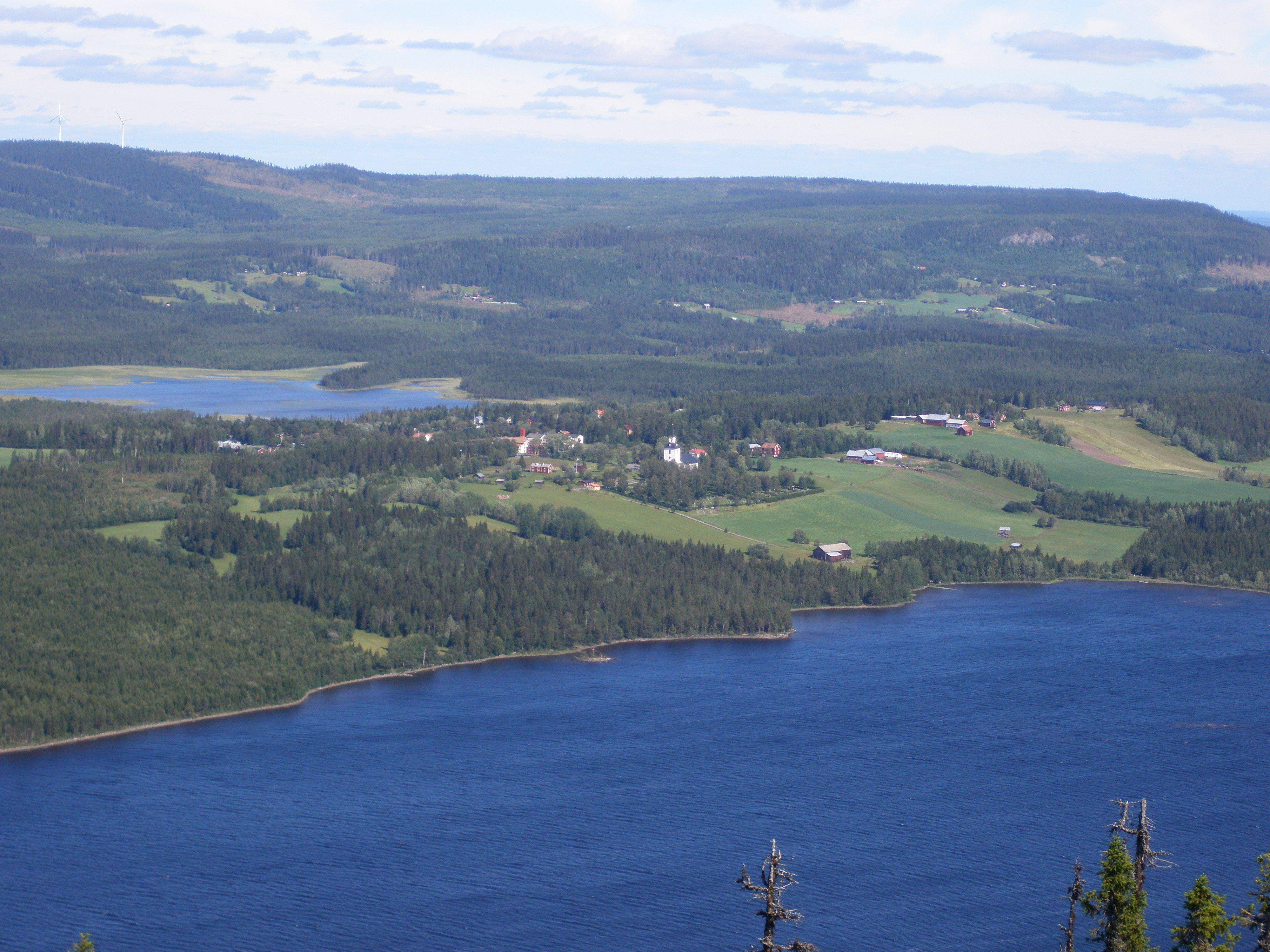
Le village d'Ede
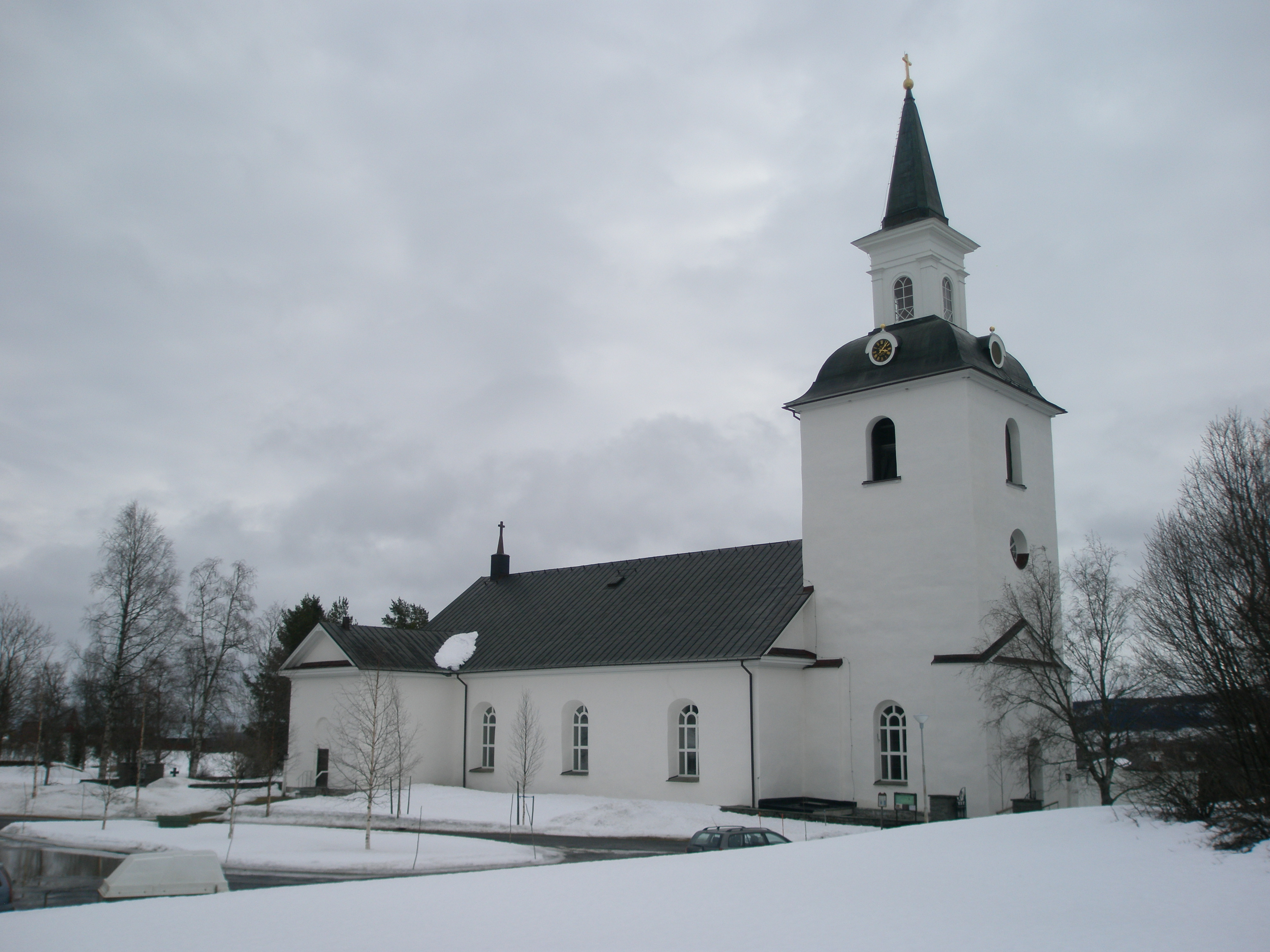
L'église d'Offerdal
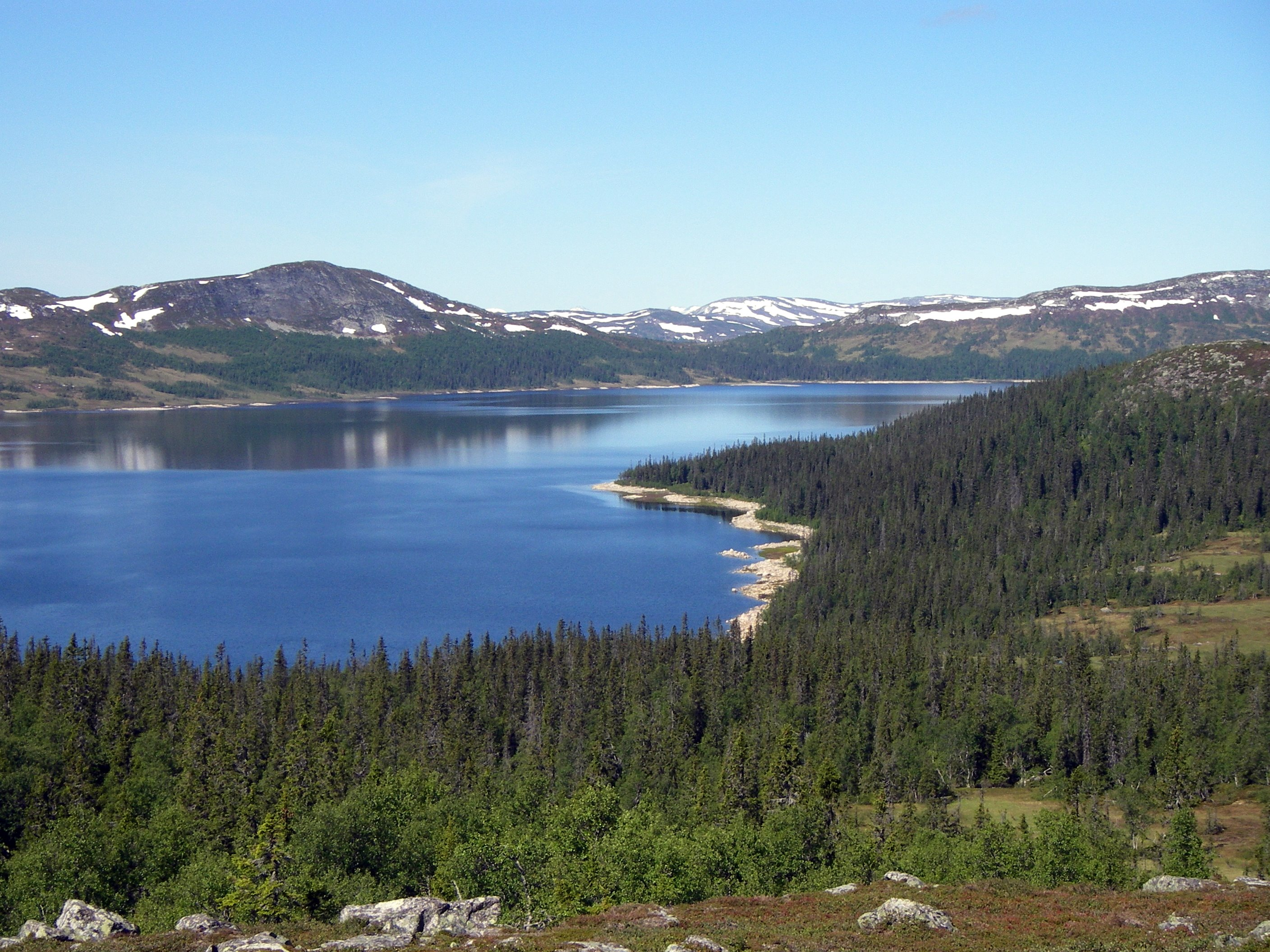
La montagne d'Offerdal
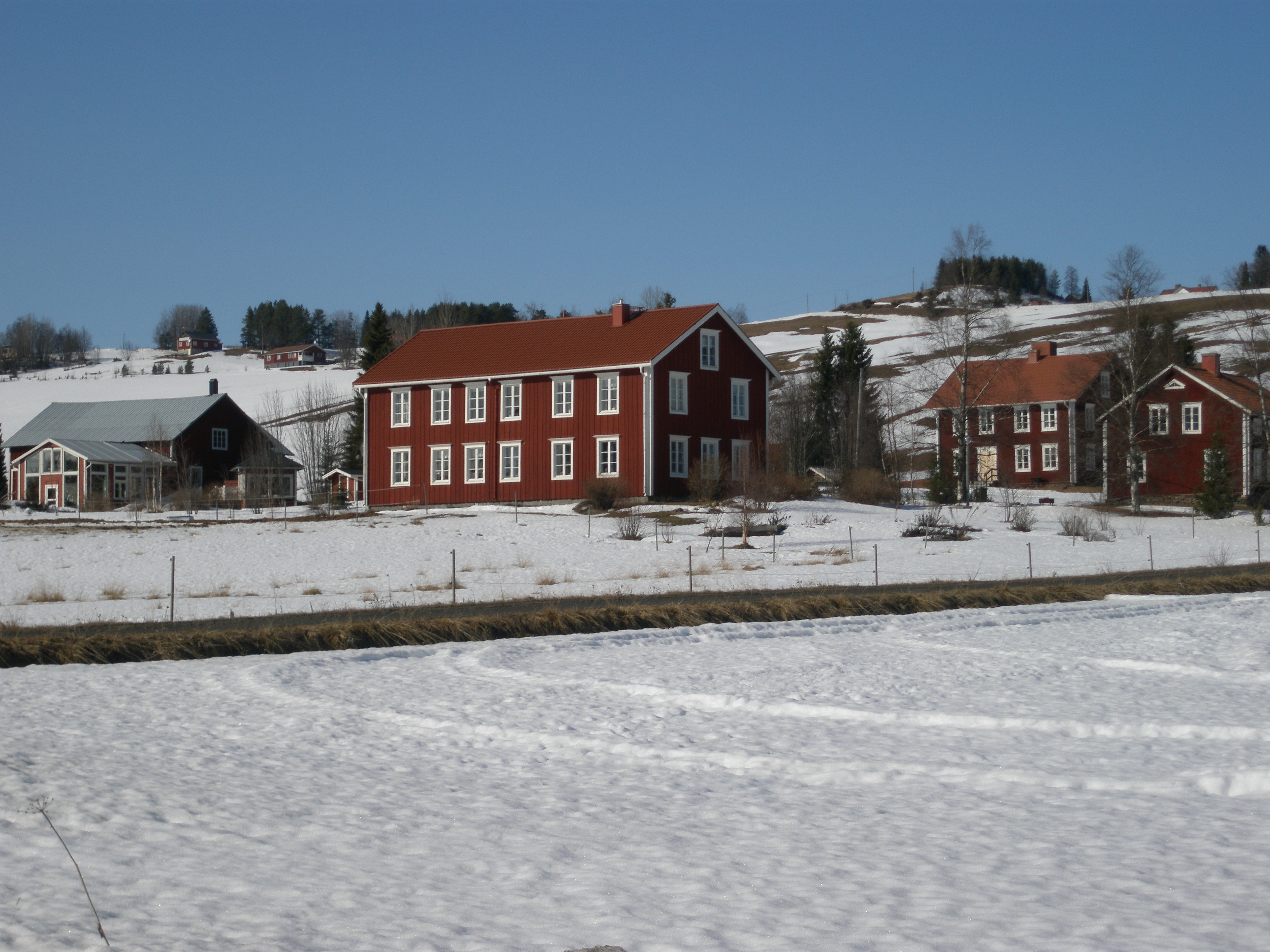
Une ferme à Kaxås
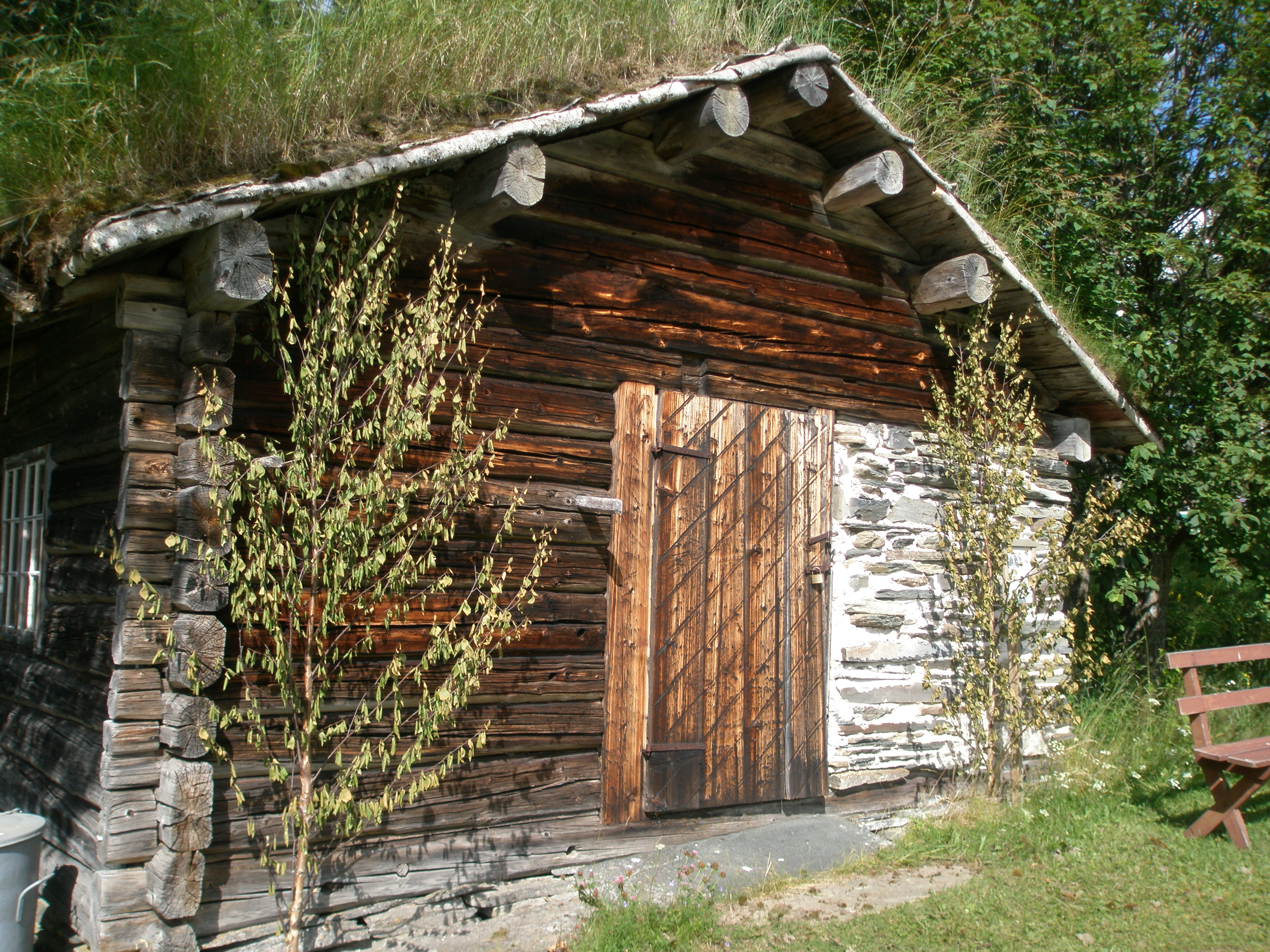
Alpage près d'Åflo
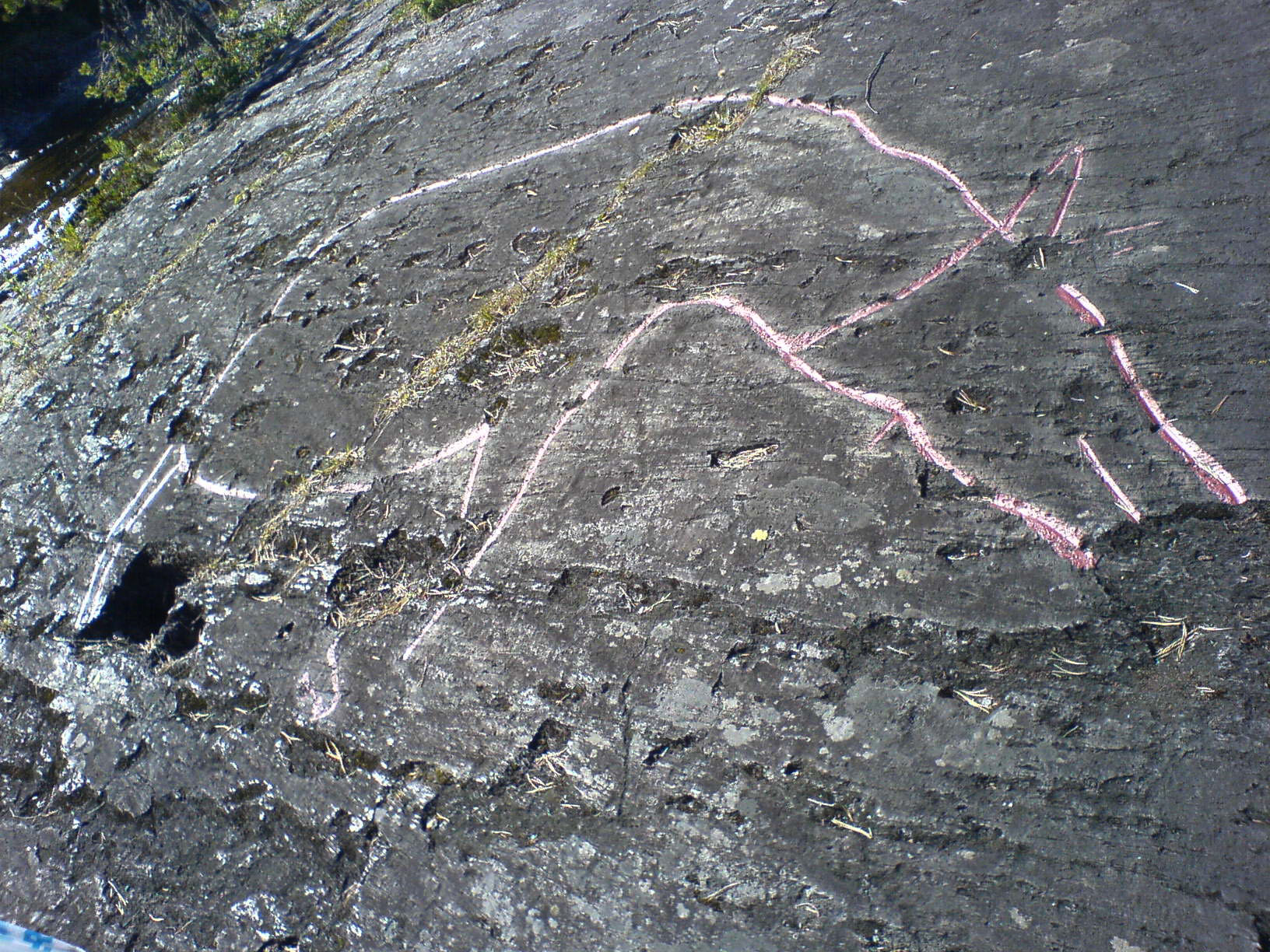
Les pétroglyphes de Gärde
Le blason de la commune d'Offerdal 1863-1973